# Nicolás Díaz y Pérez
Nicolás Díaz y Pérez (Badajoz, 6 de diciembre de 1841-Madrid, 16 de junio de 1902) fue un cronista, periodista y escritor español.

## Biografía
Nació el 6 de diciembre de 1841 en Badajoz. Cronista de Extremadura, fue autor de diversas obras sobre esta región, entre ellas el Diccionario histórico, biográfico, crítico y bibliográfico de autores, artistas y extremeños ilustres.
Como periodista fue redactor en Madrid de los periódicos La Caza (1865), La Reforma (1865-1869), Los Sucesos (1866), El Amigo del Pueblo (1868-1869) y La República Ibérica. Dirigió El Hijo del Pueblo (1868-1869) y colaboró en diarios y revistas como El Bazar, El Museo Escolar, El Correo de la Moda y Gente Vieja. En Badajoz había sido redactor de El Museo Extremeño (1865), La Federación Extremeña (1871) y El Obrero Federal (1888). En ocasiones firmó como «El Plutarco extremeño» y «Nicomedes Durán y Pereda».
De ideología republicana y perteneciente a la masonería, fue padre de Viriato Díaz-Pérez, emigrado al Paraguay. Falleció en Madrid el 16 de junio de 1902.